# Нагорода фондації НХЛ
Нагорода фондації НХЛ (англ. NHL Foundation Player Award) — колишня нагорода НХЛ, яка з 1998 по 2017 присуджувалась щороку гравцеві Національної хокейної ліги (НХЛ), «який застосовує основні цінності хокею — відданість, наполегливість і командну роботу — щоб збагатити життя людей у своїй громаді». Переможець отримував грант у розмірі 25 000 доларів США на допомогу справам, які він підтримував. Багато гравців були нагороджені в результаті великих благодійних внесків у свою спільноту. Наприклад, Венсан Лекавальє отримав нагороду в 2008 році за виділення 3 мільйонів доларів США на будівництво Центру педіатричного лікування раку та захворювань крові ім. Венсан Лекавальє у дитячій лікарні в Сент-Пітерсберг, Флорида. Після сезону 2016/17 присудження нагороди було припинено, і відтоді соціальний внесок гравців відзначається виключно «Трофеєм Кінга Кленсі».